# Daniel Berlyne
Daniel E. Berlyne (1924–1976) – brytyjski psycholog i filozof, profesor Uniwersytetu w Toronto. Prowadzone przez niego badania koncentrowały się wokół problematyki motywacji i zwróciły one uwagę środowiska naukowego na motywujące funkcje odczuwanego poczucia nowości, dostrzeganej niespójności bądź nieregularności bodźca, a więc tego, co określa się obecnie mianem ciekawości poznawczej. W swoich licznych pracach podejmował on tematykę procesów poznawczych, w tym między innymi uwagi i myślenia, zachowań eksploracyjnych, pobudzenia fizjologicznego, a także estetyki eksperymentalną. Na podstawie prowadzonych badań eksperymentalnych Berlyne opracował tzw. psychobiologiczą teorię preferencji bodźców artystycznych.

## Biografia
Berlyne urodził się w miejscowości Salford w Anglii. Ukończył studia na Uniwersytecie w Cambridge, zaś doktorat zrobił na Uniwersytecie Yale w Stanach Zjednoczonych (tytuł rozprawy: Some aspects of human curiosity). Pracował na wielu uniwersytetach w Wielkiej Brytanii, w Stanach Zjednoczonych (które musiał opuścić z powodu problemów z wizą) oraz w Kanadzie (do której wyemigrował na stałe i w której zmarł). Ostatnich kilkanaście lat swojego życia spędził pełniąc funkcję profesora psychologii na Uniwersytecie w Toronto.

## Zainteresowania badawcze
Berlyne jest uznawany czasami za spadkobiercę idei Clarka Leonarda Hulla, amerykańskiego neobehawiorysty, który podjął próbę sformalizowania oraz opisania w ramach spójnego systemu dedukcyjnego podstawowych praw zachowania. Ambicje Berlyne'a były podobne, gdyż on również starał się sprowadzić całą różnorodność zachowań ludzi i zwierząt do kilku podstawowych czynników motywacji. Jednakże, na co zwraca uwagę Vladimir J. Konečni, Berlyne dosyć krytycznie odnosił się do koncepcji formułowanych przez Hulla. Zasadnicza różnica polegała na tym, że Berlyne bardzo silnie podkreślał rolę ciekawości poznawczej jako czynnika motywacyjnego. Jego zainteresowania koncentrowały się wokół pytania o to, dlaczego ludzie i zwierzęta wykazują ciekawość i eksplorują swoje środowisko życia, dlaczego poszukują informacji i wiedzy oraz co nadaje kierunek ich myślom.

## Ważniejsze książki
- Aesthetics and psychobiology (1971)
- Struktura i kierunek myślenia (1969) (ang. Structure and direction in thinking, 1965)
- Conflict, arousal, and curiosity (1960)

## Ważniejsze artykuły
- Curiosity and exploration, Science, 153, 1966, s. 25-33.